# Молодіжна збірна Туркменістану з футболу
Молодіжна збірна Туркменістану з футболу — національна молодіжна футбольна збірна Туркменістану, що складається у залежності від турніру із гравців віком до 19, 20 або до 21 року. Вважається основним джерелом кадрів для підсилення складу основної збірної Туркменістану. Керівництво командою здійснює Федерація футболу Туркменістану.
Команда має право участі у Юнацькому кубку Азії до 19 років, у випадку успішного виступу на якому може кваліфікуватися на молодіжний чемпіонат світу до 20 років. Також може брати участь у товариських і регіональних змаганнях, зокрема на Кубку Співдружності.